# Ashworthius
Ashworthius ist eine Gattung der Fadenwürmer mit neun Arten. Sie sind Parasiten bei Hornträgern und Hirschen.

## Merkmale
Ashworthius hat die Merkmale der Trichostrongylinae. Eine Synlophe ist nur in der vorderen Körperhälfte vorhanden. Im Ösophagus ist ein einzelner Zahn ausgebildet. Die Vagina vera ist nicht hypertrophiert. Der Dorsallappen der Bursa copulatrix weist nicht nach links wie bei Haemonchus.

## Systematik
Zur Gattung gehören nach dem Interim Register of Marine and Nonmarine Genera folgende Arten:
- Ashworthius leporis Yen, 1961
- Ashworthius lerouxi Diaouré, 1964
- Ashworthius martinagliai Ortlepp, 1935
- Ashworthius patriciapilittae Hoberg, Abrams, Carreno & Lichtenfels, 2002
- Ashworthius pattoni Le Roux, 1930
- Ashworthius perrilli Chauhan, Pande & Singh, 1972
- Ashworthius sidemi Schulz, 1933
- Ashworthius tuyenquangi Drozdz, 1970